# Richard Ritmeijer
Richard Ritmeijer – holenderski brydżysta. Z zawodu prawnik.
Richard Ritmeijer w latach 2008..2009 był trenerem reprezentacji młodzieżowych Czech.

## Wyniki brydżowe

### Zawody światowe
W światowych zawodach zdobył następujące lokaty:
| Mistrzostwa Świata. Konkurencja teamów | Mistrzostwa Świata. Konkurencja teamów | Mistrzostwa Świata. Konkurencja teamów | Mistrzostwa Świata. Konkurencja teamów | Mistrzostwa Świata. Konkurencja teamów | Mistrzostwa Świata. Konkurencja teamów |
| Rok                                    | Miejsce                                | Zawody                                 | Kategoria                              | Drużyna                                | Pozycja                                |
| -------------------------------------- | -------------------------------------- | -------------------------------------- | -------------------------------------- | -------------------------------------- | -------------------------------------- |
| 2013                                   | Nusa Dua                               | 41. Mistrzostwa Świata Teamów          | Trans                                  | White House                            | 3                                      |
| 2011                                   | Veldhoven                              | 40. Mistrzostwa Świata Teamów          | Trans                                  | Onstein 2                              | 24                                     |

| Mistrzostwa Świata. Konkurencja par | Mistrzostwa Świata. Konkurencja par | Mistrzostwa Świata. Konkurencja par | Mistrzostwa Świata. Konkurencja par | Mistrzostwa Świata. Konkurencja par | Mistrzostwa Świata. Konkurencja par |
| Rok                                 | Miejsce                             | Zawody                              | Kategoria                           | Partner                             | Pozycja                             |
| ----------------------------------- | ----------------------------------- | ----------------------------------- | ----------------------------------- | ----------------------------------- | ----------------------------------- |
| 2001                                | Stargard                            | 4. Mistrzostwa Świata Par Juniorów  | Juniorzy                            | Eva Bouwman                         | 57                                  |
| 1999                                | Nymburk                             | 3. Mistrzostwa Świata Par Juniorów  | Juniorzy                            | Maarten Muller                      | 94                                  |

### Zawody europejskie
W europejskich zawodach zdobył następujące lokaty:
| Zawody europejskie. Konkurencja teamów | Zawody europejskie. Konkurencja teamów | Zawody europejskie. Konkurencja teamów    | Zawody europejskie. Konkurencja teamów | Zawody europejskie. Konkurencja teamów | Zawody europejskie. Konkurencja teamów |
| Rok                                    | Miejsce                                | Zawody                                    | Kategoria                              | Drużyna                                | Pozycja                                |
| -------------------------------------- | -------------------------------------- | ----------------------------------------- | -------------------------------------- | -------------------------------------- | -------------------------------------- |
| 2005                                   | Riccione                               | 20. Młodzieżowe Mistrzostwa Europy Teamów | Juniorzy                               | Netherlands                            | 9                                      |
| 2004                                   | Praga                                  | 19. Młodzieżowe Mistrzostwa Europy Teamów | Juniorzy                               | Netherlands                            | 7                                      |
| 2000                                   | Antalya                                | 17. Młodzieżowe Mistrzostwa Europy Teamów | Młodzież Szkolna                       | Netherlands                            | 8                                      |

| Zawody europejskie. Konkurencja par | Zawody europejskie. Konkurencja par | Zawody europejskie. Konkurencja par | Zawody europejskie. Konkurencja par | Zawody europejskie. Konkurencja par | Zawody europejskie. Konkurencja par |
| Rok                                 | Miejsce                             | Zawody                              | Kategoria                           | Partner                             | Pozycja                             |
| ----------------------------------- | ----------------------------------- | ----------------------------------- | ----------------------------------- | ----------------------------------- | ----------------------------------- |
| 2011                                | Poznań                              | 5. Otwarte Mistrzostwa Europy       | Miksty                              | Magdaléna Tichá                     | 3                                   |

## Klasyfikacja
- Richard Ritmeijer – klasyfikacja WBF (ang.)
- Richard Ritmeijer – klasyfikacja EBL (ang.)